# Tituly a vyznamenání Haakona Magnuse

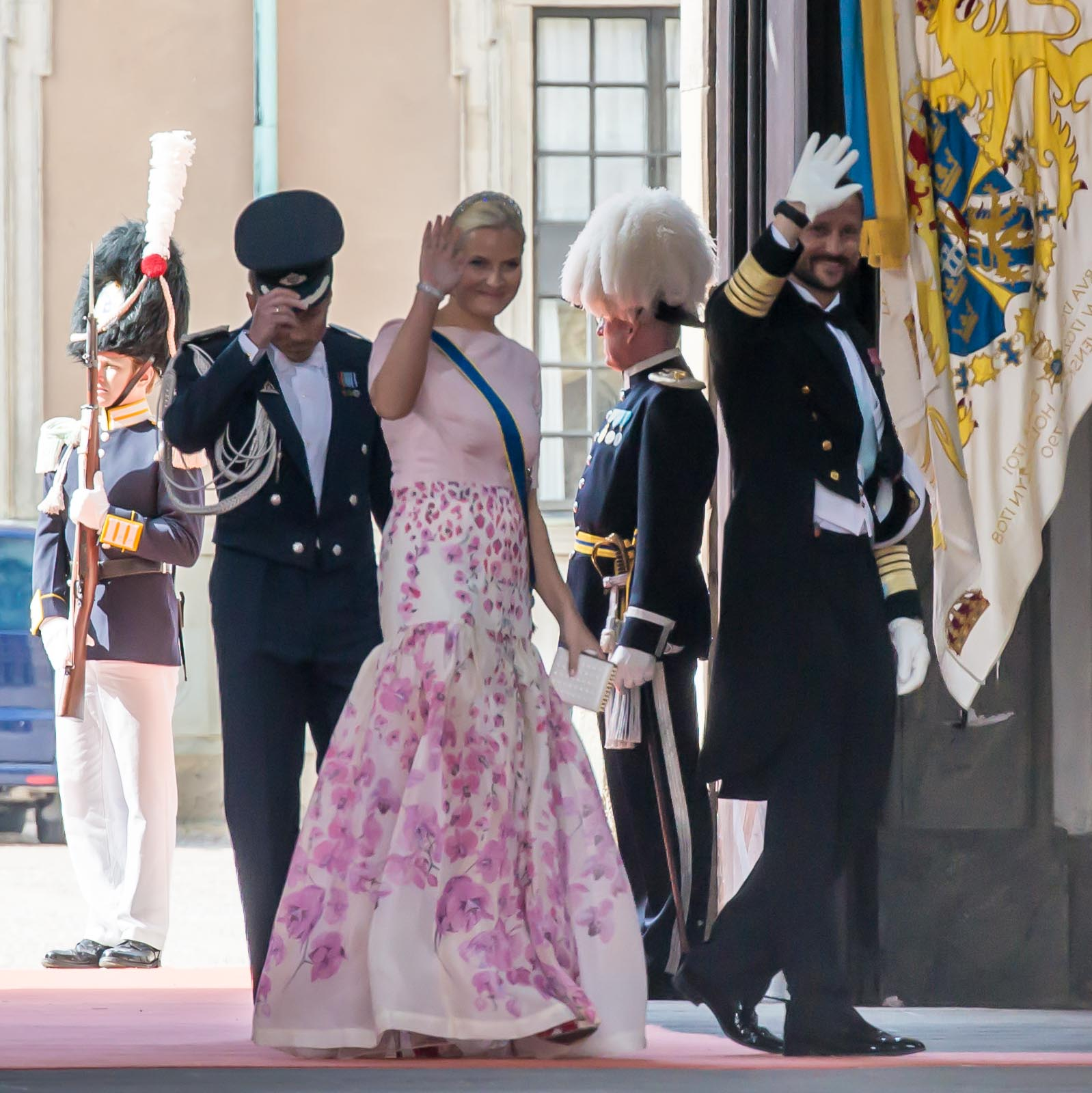
Mette-Marit Norská s šerpou Řádu polární hvězdy a Haakon s šerpou Řádu Serafínů, Stockholm, 2015

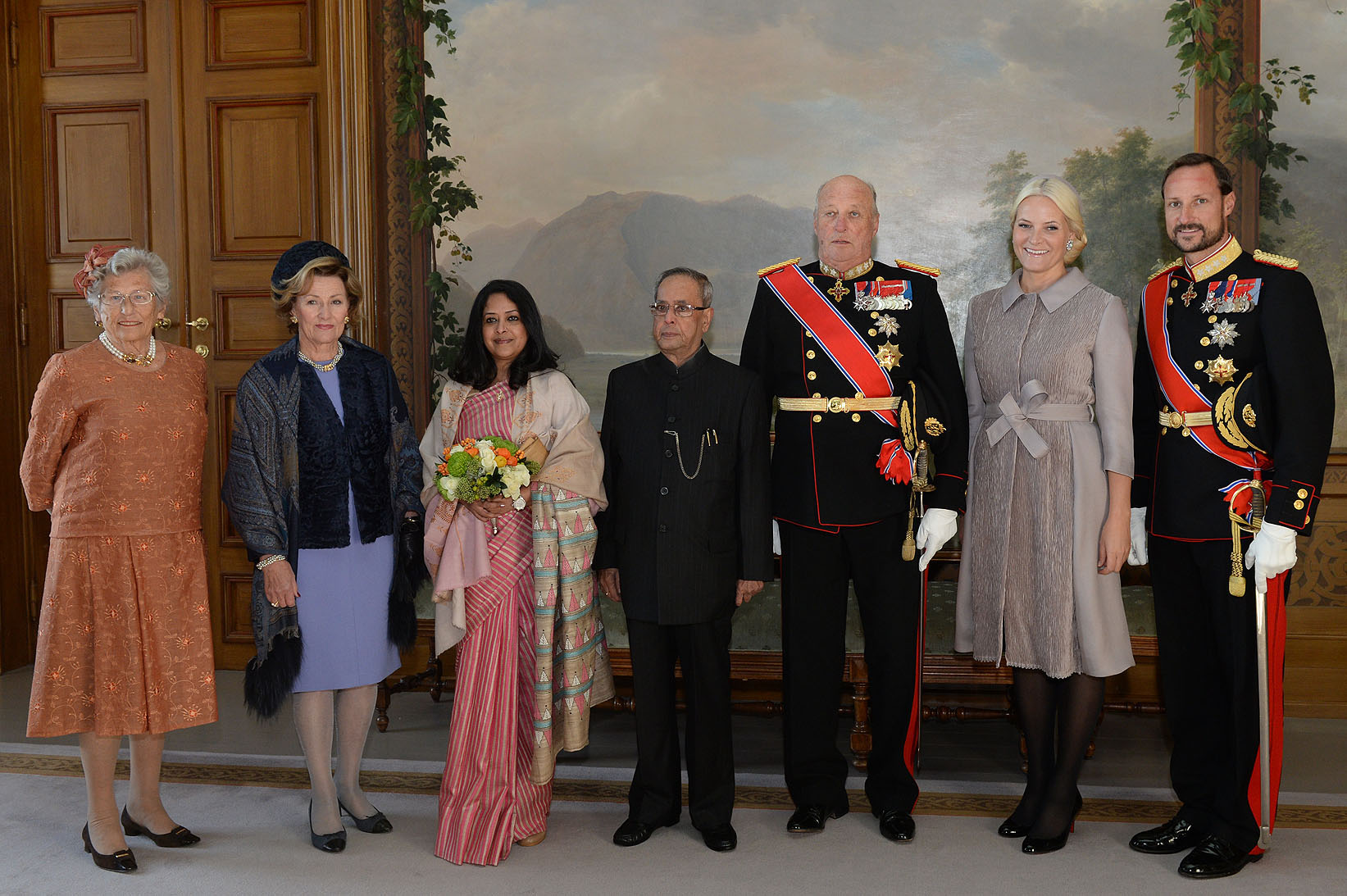
Vpravo Haakon v uniformě zdobené řadou vyznamenání, včetně šerpy Řádu svatého Olafa, Oslo, 2014

Erb korunního prince jakožto rytíře Řádu Karla III.

Korunní princ Haakon Magnus, syn norského krále Haralda V., obdržel během svého života řadu norských i zahraničních řádů a vyznamenání.

## Tituly
- 20. července 1973 – 17. ledna 1991: Jeho královská Výsost princ Haakon Norský
- 17. ledna 1991 – dosud: Jeho královský Výsost korunní princ norský

## Vyznamenání

### Norská vyznamenání
Norská vyznamenání, která obdržel princ Haakon:
- velkokříž s řetězem Řádu svatého Olafa – 20. července 1991
- velkokříž Norského královského řádu za zásluhy
- Služební medaile obrany s vavřínovou ratolestí
- Medaile stého výročí královské rodiny – 18. listopadu 2005
- Pamětní medaile krále Olafa V. – 30. ledna 1991
- Jubilejní medaile krále Olafa V. 1957–1982 – 21. září 1982
- Medaile 100. výročí narození krále Olafa V. – 2. července 2003
- Jubilejní medaile krále Haralda V. 1991–2016 – 17. ledna 2016
- Královská medaile za námořní službu
- Čestný odznak norských rezervistů
- Záslužná medaile námořní společnosti ve zlatě
- Čestný odznak vojenské společnosti Oslo ve zlatě

### Zahraniční vyznamenání
- Brazílie
  -  velkokříž Řádu Jižního kříže – 5. září 2007
- Bulharsko
  -  velkokříž Řádu Stará planina – 29. srpna 2006[1]
- Dánsko
  -  rytíř Řádu slona – 20. července 1991[2]
- Estonsko
  -  Řád kříže země Panny Marie I. třídy – 10. dubna 2002[3]
  -  Řád bílé hvězdy I. třídy – 26. srpna 2014[4]
- Finsko
  -  velkokříž Řádu bílé růže – 18. října 1994[1]
- Island
  -  velkokříže Řádu islandského sokola – 21. března 2017[1]
- Itálie
  -  velkokříž Řádu zásluh o Italskou republiku – 20. září 2004[1][5]
- Japonsko
  -  velkostuha Řádu chryzantémy – 10. května 2005[1]
- Jordánsko
  -  velkostuha Nejvyššího řádu renesance – 10. dubna 2000[1]
- Litva
  -  velkokříž Řádu Vitolda Velikého – 23. března 2011[1][6]
- Lotyšsko
  -  velkokříž Řádu tří hvězd – 20. září 2000 – udělila prezidentka Vaira Vīķe-Freiberga[1][7]
  -  velkokříž Kříže uznání – 12. března 2015 – udělil prezident Andris Bērziņš[1][8]
- Lucembursko
  -  velkokříž Řádu Adolfa Nasavského – 30. května 2011
- Německo
  -  velkokříž Záslužného řádu Spolkové republiky Německo – 11. července 2014[1]
- Nizozemsko
  -  velkokříž s meči Řádu Oranžsko-Nasavského – 1. července 2010[1]
- Polsko
  -  velkokříž Řádu za zásluhy Polské republiky – 16. září 2003 – udělil prezident Aleksander Kwaśniewski[1][9]
- Portugalsko
  -  velkokříž Řádu prince Jindřicha – 13. února 2004[10]
- Rakousko
  -  velká čestná dekorace ve zlatě na stuze Čestného odznaku Za zásluhy o Rakouskou republiku – 17. dubna 2007[11]
- Španělsko
  -  velkokříž Řádu Karla III. – 26. května 2006 – udělil král Juan Carlos I.[12]
- Švédsko
  -  rytíř Řádu Serafínů – 2. července 1993[1]